# Tetradium

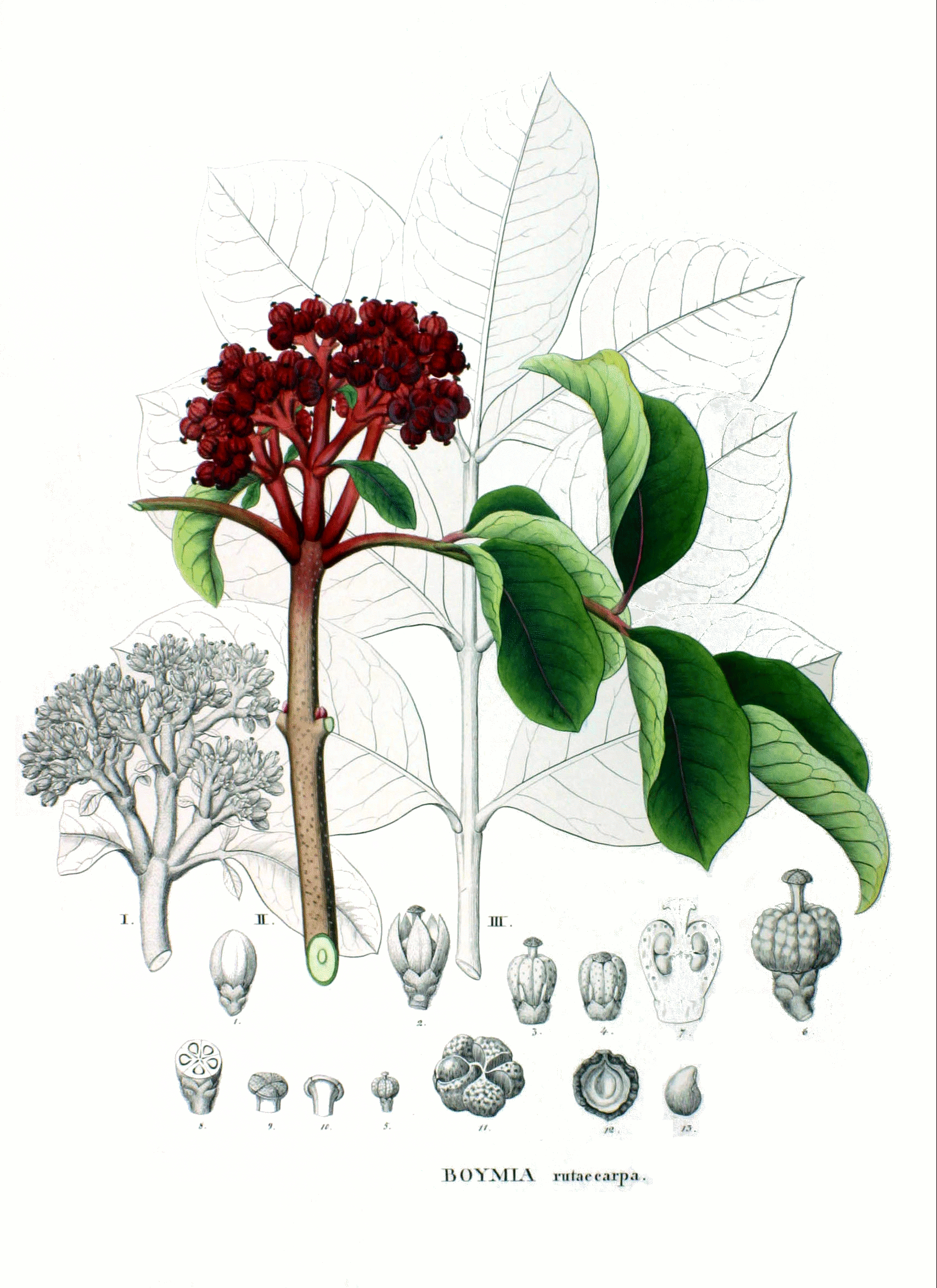
Tetradium ruticarpum, sinonimː Evodia ruticarpa (A.Juss.) Benth.

Tetradium este un gen care cuprinde cam 10 specii de arbori din familia Rutaceae, care apar începând din regiunile temperate până în regiunile tropicale ale Asiei. În țările anglo-saxone în care se cultivă, sunt cunoscute ca Euodia, Evodia, sau Bee bee tree.

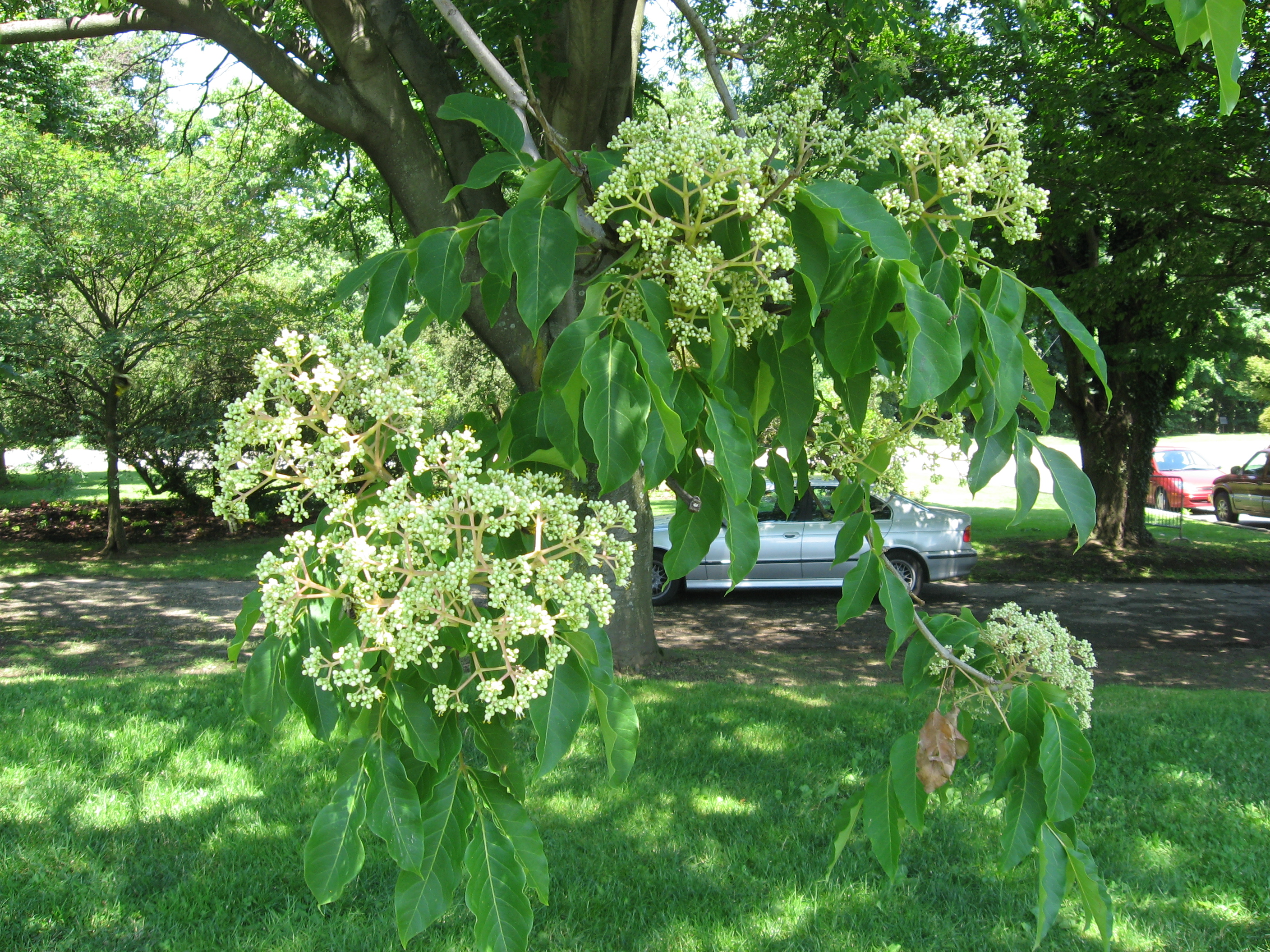
Tetradium danielii sau "copacul de miere"

Înflorește după patru, cinci ani și este de două ori mai melifer decât salcâmul, deoarece se obțin 3000 kg miere la hectar. Florile răspândesc un miros deosebit de plăcut, fiind un arbust care atrage albinele și care este mult apreciat ca arbore ornamental. Nu necesită o îngrijire specială, fiind aclimatizat destul de bine la clima din România. În primii doi ani are nevoie de protecție, deoarece nu rezistă sub -15° -20°. Poate fi găsit în grădinile botanice din Craiova, Cluj-Napoca, în Parcul dendrologic Gurghiu, Judetul Mureș, în partea de sud-vest a țării și în partea centrală a Transilvaniei.
Fructul dehiscent  constă din una până la cinci semințe prinse la bază în carpelă. Pericarpul (exocarpul și mezocarpul) este uscat uneori mai mult sau mai puțin cărnos și endocarpul este cartilaginos. Semințele rămân chiar și la maturitate în fructul nedeschis. Semințele conțin mult endosperm cât și un embrion drept cu două cotiledoane de formă eliptică.

## Răspândire
Zona de baștină pentru Tetradium este estul, sudul și sud-estul Asiei. Din aproximativ nouă specii de Tetradium, șapte sunt din China, Tetradium calcicola găsindu-se numai acolo. Zona întreagă de răspândire ajunge din Himalaia până în Indochina cât și Sumatra și insula Java.

## Sistematică
Genul Tetradium a fost întocmit în anul 1790 de către João de Loureiro. 

### Specii
Există aproximativ următoarele nouă specii de Tetradiumː
- Tetradium austrosinense (sinonimː Euodia austrosinensis)  (China și nordul Vietnamului).
- Tetradium calcicola (sin.ː Euodia calcicola).
- Tetradium cymosum.
- Tetradium daniellii cunoscut și sub denumirea de "copacul albinelor" (Germania) pentru că le atrage prin nectarul abundent al florilor, sau în Ungaria "frasin de miere" (este răspândit în China și Corea).
- Tetradium fraxinifolium (în India, Bhutan, Nepal, Myanmar, Tailanda, Vietnam, Yunnan și Xizang).
- Tetradium glabrifolium (Sin.: Boymia glabrifolia, Ampacus meliifolia, Euodia ailantifolia, Euodia balansae, Euodia fargesii,  Euodia glauca, Euodia meliifolia, Euodia taiwanensis, Euodia yunnanensis, Eurycoma dubia, Megabotrya meliifolia, Phellodendron burkillii, Tetradium glabrifolium var. glaucum, Tetradium taiwanense  (în India, Bhutan, Malaezia, Indonezia, Filipine, în Tailanda, Cambodgia, Laos, Vietnam, Myanmar, China, Hongkong, Taiwan și Japonia).
- Tetradium ruticarpum (Sin.: Boymia ruticarpa, Ampacus ruticarpa, Euodia baberi, Euodia bodinieri, Euodia compacta var. meionocarpa, Euodia hirsutifolia, Euodia officinalis, Euodia rugosa, Euodia ruticarpa, Euodia ruticarpa var. officinalis (în India, Bhutan, Nepal, Myanmar, China și Taiwan iar în Japonia este un Neophyt).
- Tetradium sambucinum (Sin.: Philagonia sambucina).
- Tetradium trichotomum (Sin.: Ampacus trichotoma, Brucea trichotoma, Euodia colorata, Euodia hainanensis, Euodia lenticellata, Euodia trichotoma, Euodia trichotoma var. pubescens, Euodia viridans (în Tailanda, Laos, în nordul Vietnamului și în China).

## Legături externe
- Evodia Daniellii
- fruct dehiscent